# Pasch (krater)
Pasch är en nedslagskrater på planeten Merkurius, med en diameter på ungefär 37 kilometer.
2012 uppkallades kratern efter den svenska målaren Ulrika Pasch.